# إريك هيلتون
إريك هيلتون (بالإنجليزية: Eric Hilton)‏ هو فاعل خير ومدير الفندق أمريكي، ولد في 1 يوليو 1933 في دالاس في الولايات المتحدة، وتوفي في 10 ديسمبر 2016 في لاس فيغاس في الولايات المتحدة.